# فيليبي هيريدا دوس سانتوس
فيليبي هيريدا دوس سانتوس (بالبرتغالية: Felipe Hereda dos Santos‏) المعروف باسم فيليبي هيريدا (ولد في 10 سبتمبر 1992 في كاماكاري، البرازيل) لاعب كرة قدم برازيلي يجيد اللعب في مركز الوسط المدافع. يلعب حاليا لصالح كيلانتان الذي ينافس في دوري السوبر الماليزي منذ 2022.

## المسيرة الرياضية

### الأندية
في عام 2011 بدأ هيريدا مسيرته الرياضية في كاماكاري البرازيلي الذي ينافس في دوري الدرجة الثانية لولاية باهيا (الدرجة السادسة). في نفس العام انتقل إلى غواراني بنظام الإعارة. في نهاية الموسم عاد هيريدا إلى كاماكاري. في موسم 2012 شارك هيريدا مع كاماكاري في بطولة دوري الدرجة الثالثة لولاية باهيا (الدرجة السابعة).
في عام 2013 لعب لصالح ثلاثة أندية وهي نوفو هامبورغو (دوري الدرجة الأولى لولاية ريو غراندي دو سول - الدرجة الخامسة) وسانتاكروزينزي (دوري الدرجة الثانية لولاية ساو باولو - الدرجة السادسة) وسانتو أندريه (دوري الدرجة الثانية لولاية ساو باولو - الدرجة السادسة).
في عام 2014 انتقل هيريدا إلى أيه بي سي البرازيلي (الدرجة الثانية). في بطولة دوري الدرجة الثانية ساهم في احتلال أيه بي سي المركز الرابع عشر برصيد 48 نقطة بفارق 5 نقاط عن منطقة الهبوط. وفي بطولة كأس البرازيل ساهم في وصول أيه بي سي إلى الدور الربع النهائي عندما خسر من كروزيرو بقاعدة الأهداف خارج الأرض بعد تعادلهما 3-3 في مجموع المباراتين.
في عام 2015 لعب لصالح ناديين وهما ساو لويز (دوري الدرجة الثانية لولاية ريو غراندي دو سول - الدرجة السادسة) وأتلتيكو يوفنتوس (دوري الدرجة الثالثة لولاية ساو باولو - الدرجة السابعة).
في عام 2016 انتقل هيريدا إلى إيتومبيارا (الدرجة الخامسة). ساهم هيريدا في احتلال إيتومبيارا المركز الثالث في المجموعة الأولى برصيد 18 نقطة بفارق 3 نقاط عن صاحب المركز الثاني المؤهل إلى الدور النصف النهائي.
في عام 2017 انتقل هيريدا إلى فوز دو إيغواسو (الدرجة الرابعة). في بطولة دوري الدرجة الرابعة ساهم هيريدا في احتلال فوز دو إيغواسو المركز الثالث في المجموعة 16 برصيد 6 نقاط وبالتالي الخروج من دور المجموعات.
في عام 2018 لعب لصالح ناديين وهما باتاتايس (دوري الدرجة الثانية لولاية ساو باولو - الدرجة السادسة) وريو كلارو (دوري الدرجة الثانية لولاية ساو باولو - الدرجة السادسة).
في عام 2019 انتقل هيريدا إلى سيرجيبي (الدرجة الرابعة). في بطولة دوري الدرجة الرابعة ساهم هيريدا في احتلال سيرجيبي المركز الثالث في المجموعة الثامنة برصيد خمس نقاط وبالتالي خرج من منافسات البطولة. وفي بطولة كأس البرازيل خرج سيرجيبي من مباراته الأولى في الدور الأول بخسارته من غوياس 0-2.
في 1 يوليو 2019 انتقل هيريدا من سيرجيبي إلى الرفاع الشرقي البحريني (الدرجة الممتازة). في موسمه الأول 2019-2020 وفي بطولة الدوري البحريني الممتاز ساهم هيريدا في احتلال الرفاع الشرقي المركز الخامس برصيد 25 نقطة. وفي بطولة كأس ملك البحرين ساهم في وصول الرفاع الشرقي إلى الدور الربع النهائي حيث خسر من الرفاع بركلات الترجيح. وفي بطولة كأس الاتحاد البحريني ساهم في وصول الرفاع الشرقي إلى الدور النصف النهائي حيث خسر من البسيتين 0-1.
في موسمه الثاني 2020-2021 وفي بطولة الدوري الممتاز ساهم هيريدا في احتلال الرفاع الشرقي المركز الثاني برصيد 35 نقطة بفارق 10 نقاط عن البطل الرفاع. وفي بطولة كأس ملك البحرين ساهم في وصول الرفاع الشرقي إلى الدور النصف النهائي حيث خسر مجددا من الرفاع 1-2. وفي بطولة كأس الاتحاد البحريني ساهم في وصول الرفاع الشرقي إلى المباراة النهائية حيث خسر من المحرق 1-2.
في 1 يوليو 2021 انتقل هيريدا من الرفاع الشرقي إلى البديع البحريني (الدرجة الممتازة). في موسمه الأول ساهم هيريدا في احتلال البديع المركز الثامن برصيد 17 نقطة من 18 مباراة لينتقل للعب في دوري الهبوط الرباعي ليحتل المركز الثالث قبل الأخير برصيد 4 نقاط من 3 مباريات وليبقى ليلعب في الدوري الممتاز. وفي بطولة كأس ملك البحرين خرج فريقه من المباراة الأولى عندما خسر من الخالدية بركلات الترجيح في الدور الثمن النهائي. وفي بطولة كأس الاتحاد البحريني ساهم في وصول فريقه إلى الدور النصف النهائي حيث خسر من المحرق 0-1.
في 26 يونيو 2022 انتقل هيريدا من البديع إلى كيلانتان الماليزي (الدرجة الممتازة) في صفقة انتقال حر.